# Gripe
La gripe (también llamada gripa e influenza) es una enfermedad infecciosa causada por el influenzavirus A o el influenzavirus B, géneros ambos de virus de ARN de la familia Orthomyxoviridae.
Aunque en algunos países se utilizan los términos gripe o gripa para referirse al resfriado común, estos términos no deben confundirse o usarse por igual. Las palabras gripe y gripa proceden de la palabra francesa grippe (procedente del suizo-alemán grupi, ‘acurrucarse’), mientras que influenza procede del italiano. La gripe puede ser similar a un resfriado; sin embargo, suele iniciarse súbitamente con fiebre alta, dolor de garganta, debilidad, malestar general, dolores musculares, (mialgias), dolor estomacal, dolores articulares (artralgias), dolor de cabeza (cefalea) y tos, que generalmente es seca y sin mucosidad. También puede provocar, esto más a menudo en niños, náuseas, vómitos y diarrea.
En los seres humanos puede afectar las vías respiratorias, esto es, la nariz, la garganta, los bronquios y, con poca frecuencia, los pulmones; sin embargo, también puede afectar al corazón, el cerebro o los músculos. La gripe suele curarse espontáneamente en algunos días, pero en algunos casos puede agravarse debido a complicaciones que pueden resultar fatales, especialmente en niños pequeños, en mujeres embarazadas, en adultos mayores o en personas con el estado inmunitario alterado.
La gripe se distribuye mundialmente en patrones estacionales ya sea como epidemias o pandemias que provocan una considerable morbilidad y mortalidad. Anualmente se presenta en otoño e invierno en zonas templadas. Se transmite desde individuos infectados a través de gotas en aerosol cargadas de virus procedentes de secreción nasal, bronquial o saliva que contenga alguna de ellas, emitidas con la tos o los estornudos o solo al hablar. Generalmente se requiere una distancia cercana (menor a un metro) con la persona enferma para contraer la infección.
El tratamiento es solo sintomático, y en los casos graves y hospitalarios es solo de mantenimiento de constantes, pues los fármacos antivirales tienen una eficacia muy limitada (los más eficaces son los inhibidores de la neuraminidasa) y no carecen de toxicidad. Los antibióticos solo son útiles si hay infección bacteriana asociada. El pronóstico es bueno con recuperación parcial a la semana y total a los quince días, siendo, en las epidemias habituales, los exitus letalis consecuencia de la patología o del deficiente estado inmunitario, previos a la infección gripal.[cita requerida]
En los países desarrollados, se han establecido campañas de vacunación anuales frente a la gripe para las personas con mayor riesgo de contraer la enfermedad o que son más vulnerables a sus complicaciones, así como controles estrictos a las aves de corral. La vacuna humana habitual es la trivalente, que contiene proteínas purificadas e inactivadas de las tres cepas que se considera que serán más comunes en la siguiente epidemia: dos subtipos del virus A de la gripe y uno del virus B. Una vacuna elaborada para la gripe de un determinado año puede no ser eficaz para campañas posteriores, debido a las frecuentes y rápidas mutaciones (cambios en sus antígenos) que sufre el virus, y a la dominancia variable de las diferentes cepas.

## Historia

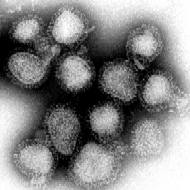
Variante del virus causante de la gripe de Hong Kong (aumentado unas 100.000 veces).

Los síntomas de la gripe en humanos fueron descritos por Hipócrates el 412 a. C.
Desde entonces se han descrito numerosos episodios similares.  Desde 1173, Hirsch tabuló una serie de brotes periódicos de gripe. En América, la primera descripción de una epidemia de gripe se documentó en Texcoco, en 1552, y se le denominó «pestilencia catarral». De 1580 se cuenta con el primer registro detallado de una gran pandemia de gripe y desde entonces se han descrito 31 pandemias.
La pandemia gripal de 1580 comenzó en Asia y se extendió a Europa, África y finalmente a América, aunque quizá fuera de tosferina. Los italianos la denominaron «influencia planetaria», por una serie de fenómenos astrales que se observaron previo al brote; de esta denominación surgió el nombre influenza. Las pandemias que sucedieron durante los siglos XVII y XVIII, siendo la de 1830‑1833 especialmente virulenta y de gran morbilidad, ya que infectó una cuarta parte de la población expuesta.
La pandemia más letal conocida fue la gran pandemia de gripe de 1918 (virus A, subtipo H1N1), que se presentó en dos oleadas entre la primavera de 1918 y el otoño de 1919, así denominada porque en España la ocurrencia de la enfermedad fue ampliamente publicitada, lo cual no ocurría con el resto de las naciones, dada la censura imperante durante el período de la Primera Guerra Mundial en la cual estaban inmersos. Las estimaciones más antiguas indicaban poco más de veinte millones de muertos, mientras que actualmente se sitúa la cifra entre 50 y 100 millones de personas fallecidas por aquella pandemia en todo el mundo.
Esta pandemia ha sido descrita como el mayor holocausto médico de la historia y causó por lo menos tantos muertos como la peste negra. Esta gran mortalidad fue debida a la alta tasa de infectividad (hasta el 50 % de la población expuesta) y a la gravedad de los síntomas causados por la producción masiva de citocinas (tormenta de citocinas). A esto hay que sumar que los primeros síntomas, en 1918, fueron atribuidos a otras enfermedades como dengue, cólera, o la fiebre tifoidea. Un observador escribía que «una de las peores complicaciones es la hemorragia de las mucosas, especialmente la nasal, la del estómago o la intestinal. También son frecuentes el sangrado de oídos y las petequias». La mayor parte de las muertes ocurrieron por neumonía bacteriana, una infección secundaria provocada por la gripe, pero el virus también mató, directamente, a consecuencia de las hemorragias masivas y el edema pulmonar.
La pandemia de 1918 tuvo un origen geográfico aún dudoso y se extendió por todo el planeta, incluso al Ártico y a remotas islas del Océano Pacífico. La gravedad inesperada de la enfermedad produjo la muerte de entre el 2 y el 20 % de todos los infectados (frente a la tasa habitual de mortalidad de la gripe común, que está en torno al 0.1 %). Otra característica diferencial de esta pandemia fue que la mortalidad afectó sobre todo a jóvenes, con un 99 % de las muertes en personas por debajo de los 65 años, y más de la mitad en adultos entre los 20 y los 40 años. La gripe común tiene sus mayores tasas de mortalidad, por el contrario, en los estratos de población más joven (menores de dos años) y sobre todo entre los mayores de 70. La mortalidad total real de la pandemia de gripe de 1918‑1919 no se conoce con certeza, pero se estima que en torno al 2.5 % al 5 % de la población mundial murió por su causa (unos 25 millones de personas solo en las primeras 25 semanas). Valga como comparación que el virus del sida ha causado esa misma cantidad de muertes en sus primeros 25 años de existencia.
Con la reciente disponibilidad de muestras de fallecidos por el virus de la gran pandemia de gripe de 1918, cultivos de virus de la gripe y las novedosas técnicas de biología molecular se ha conseguido clonar el genoma completo del agente causal de la pandemia de 1918. Para ello, se ha utilizado metodología basada en la genética reversa para generar un virus de influenza que contiene los ocho segmentos genéticos de este virus. Este logro permite estudiar las propiedades asociadas a su extraordinaria virulencia. En marcado contraste con la influenza humana contemporánea (el virus H1N1), en los ensayos realizados in vitro el virus de la pandemia de 1918 tuvo la capacidad de replicarse en ausencia de tripsina, lo que le permitió causar la muerte en ratones y embriones de pollo, mostrando un fenotipo de alta replicación en las células epiteliales bronquiales. Por otra parte, la expresión coordinada de los genes del virus de 1918 sin duda otorga un fenotipo único de alta virulencia observada con este virus pandémico y que no se ha observado en ningún otro virus de la influenza analizado hasta este momento.
Las pandemias posteriores de gripe (la gripe asiática (tipo A, subtipo H2N2) y la de 1968 o gripe de Hong Kong (tipo A, subtipo H3N2) no han sido tan devastadoras, pero también provocaron millones de defunciones. En las últimas pandemias, la disponibilidad de antibióticos ha servido para controlar las infecciones oportunistas y esto ayudó a reducir la tasa de mortalidad con respecto a la de la gran pandemia de 1918.
| Nombre de la pandemia | Fecha     | Muertes           | Subtipo involucrado | Índice de gravedad de la Pandemia |
| --------------------- | --------- | ----------------- | ------------------- | --------------------------------- |
| Gripe rusa            | 1889-1890 | 1 millón          | posiblemente H2N2   | ?                                 |
| Gripe de 1918         | 1918-1920 | 40 a 100 millones | H1N1                | 5                                 |
| Gripe asiática        | 1957‑1958 | 1 a 4 millones    | H2N2                | 2                                 |
| Gripe de Hong Kong    | 1968‑1969 | 1 a 4 millones    | H3N2                | 2                                 |
| Gripe rusa de 1977    | 1977‑1979 | 0.7 millones      | H1N1                | ?                                 |
| A (H1N1)              | 2009-2010 | 18 000+           | H1N1                | 1                                 |

La familia de virus Orthomyxoviridae es la causante (etiología) de la gripe y fue descrita por primera vez en cerdos por Richard Schope en 1931. Este descubrimiento fue seguido en breve por el aislamiento del virus en humanos por un grupo de investigación dirigido por Patrick Laidlaw y el Medical Research Council del Reino Unido en 1933. Sin embargo, hubo que esperar hasta 1935 para que Wendell Meredith Stanley, Premio Nobel de Química 1946, estableciera la verdadera naturaleza no celular de los virus.
El primer paso significativo hacia la prevención de la gripe fue el desarrollo de una vacuna de virus muertos por Thomas Francis Jr en 1944. Posteriormente Frank Macfarlane Burnet demostró que los virus pierden virulencia al ser cultivados en proteína de huevo, posibilitándose así las vacunas de virus inactivados, mucho más eficaces.
La aplicación de esta observación permitió a un grupo de investigadores de la Universidad de Míchigan desarrollar la primera vacuna empleada en población, con la colaboración del ejército de los Estados Unidos. La decisión del ejército de participar en el desarrollo de esta vacuna se debió a su experiencia con la gripe durante la Primera Guerra Mundial, cuando miles de soldados murieron por el virus en cuestión de pocos meses.
Aunque se desataron algunos temores con la gripe del cerdo de Nueva Jersey en 1976, en 1977 con un rebrote de la gripe rusa y en Hong Kong y otros países asiáticos en 1997 (con la variante H5N1 de la gripe aviar), no ha habido ninguna pandemia de importancia desde la gripe de Hong Kong de 1968. En mayo de 2009 México tuvo una alerta de A(H1N1) (gripe A) que mantuvo a la población de la Ciudad de México en cuarentena. La inmunidad adquirida con las pandemias previas y las campañas de vacunación parecen haber limitado la extensión del virus y pueden ayudar a prevenir futuras pandemias.
Durante el siglo XX se produjeron cinco pandemias de gripe debido a la aparición por mutación de diferentes cepas del virus. A menudo estas nuevas cepas han surgido a partir del trasvase de cepas típicas de animales al ser humano, en lo que se denomina salto de especie o heterocontagio. Una variante mortal del virus de la gripe aviar denominada H5N1 pasó por ser la principal candidata para la siguiente pandemia de gripe en humanos desde que traspasó la barrera de especie en los años 1990 y provocó decenas de defunciones en Asia, hasta la aparición de la neogripe A (H1N1) en 2009. Afortunadamente aquella variante aviar no mutó y no puede transmitirse de persona a persona, pues solo afectó a humanos desde aves contagiadas y ese contagio no es fácil pues requiere unas condiciones muy especiales.

## Epidemiología
Los virus de la gripe resisten más en ambiente seco y frío. Pueden conservar su capacidad infectiva durante una semana a la temperatura del cuerpo humano, durante 30 días a 0 °C y durante mucho más tiempo a menores temperaturas. Puede ser fácilmente inactivado mediante detergentes o desinfectantes. Se ha valorado la efectividad de las medidas físicas para interrumpir la transmisión.

### Variaciones estacionales
La incidencia global se calcula en 10-20 %, pero la selectiva, en determinados grupos poblacionales, puede llegar al 40-50 %.
La gripe alcanza sus picos de mayor prevalencia durante el invierno y, debido a que el hemisferio norte y el hemisferio sur atraviesan esta estación en diferentes momentos, existen, de hecho, dos temporadas de gripe cada año: de octubre a abril en el hemisferio norte y de mayo a septiembre en el hemisferio sur. Este es el motivo por el que la OMS (asesorada por los Centros Nacionales para la Gripe) hace recomendaciones para dos formulaciones vacunales cada año, una para cada hemisferio. Además del clima y la humedad, el estilo de vida de las poblaciones y otros factores están asociados a la aparición de la gripe.
No está completamente claro por qué las epidemias de gripe ocurren de esta forma estacional y no de manera más uniforme a lo largo de todo el año. Una posible explicación es que el contacto interpersonal es más estrecho en invierno debido a un mayor tiempo de vida en el interior de domicilios y edificios y esto facilitaría una transmisión del virus de persona a persona. Otra explicación es que las temperaturas más altas de los meses de verano y la mayor sequedad del aire limitaría la expulsión del moco por deshidratación del mismo, dificultando la transmisión a través del mecanismo de aerosol que se da durante la tos o el estornudo. El virus también puede sobrevivir mucho más tiempo en los fomites (objetos y superficies transmisores como pomos de puertas, encimeras...) cuando el ambiente es más frío. Los desplazamientos poblacionales durante las vacaciones de Navidad en el hemisferio norte también podrían jugar algún papel. Un factor que puede contribuir al fenómeno estacional es que la transmisión a través del aerosol mucoso es mayor en ambientes fríos (por debajo de 5 °C) y escasa humedad relativa. Sin embargo, los cambios estacionales en las tasas de infección se dan también en regiones tropicales y estos picos de infección pueden verse principalmente durante la temporada de lluvias. Los cambios estacionales en las tasas de contacto durante los períodos escolares parecen jugar un rol más importante que en otras enfermedades escolares como el sarampión y la tos ferina. Una combinación de estos pequeños factores estacionales puede verse amplificada por fenómenos de resonancia dinámica con los ciclos endógenos de enfermedades regionales.
No se conoce el mecanismo por el cual el virus subsiste entre los brotes epidémicos y se han sugerido dos hipótesis:
- El reservorio es humano y hay una prevalencia interepidémica tan escasa que no es detectable y por ello no se puede actuar contra él.

- El reservorio es animal, probablemente en los cerdos hacinados.

### Pandemias
En las pandemias, y así se definen, la epidemia progresa hasta afectar a todo el planeta. Fue particularmente famosa y mortífera la de 1580, que algunos creen fue en realidad de tosferina. Las cinco últimas, del siglo XX, han sido causadas por virus de la cepa A, con la aparición de los subtipos:
- 1900-1901: A(H3N8).
- 1918-1919: A(H1N1) (gripe de 1918) con 50 a 100 millones de muertes.
- 1957-1958: A(H2N2) (gripe asiática) con 1 a 4 millones de muertes.[18]
- 1968-1969: A(H3N2) (gripe de Hong Kong)  con 1 a 4 millones de muertes.[18]
- 1977: A(H1N1) (gripe rusa de 1977)  con 0.7 millones de muertes.[19]
- 2009-2010: A(H1N1) (Pandemia de gripe A (H1N1) de 2009-2010).

Las tres últimas pandemias se originaron en Asia, avanzaron hacia occidente y pasaron a América.
Las pandemias tienen características comunes:
- Aparición de un nuevo virus gripal de cepa A (en lo que corresponde a los antígenos hemaglutinina, neuraminidasa o ambos).
- Existencia de población mundial sin inmunidad previa por ser un virus nuevo.
- Alta capacidad infectiva (trasmisión) de la cepa.

La letalidad acumulada de las epidemias supera, en mucho, a la de las pandemias.

#### Virus H3N2
Un estudio realizado acerca de la eficiencia de la entrada del virus H3N2 ha demostrado que la presencia de diferentes neuraminidasas afecta a la eficiencia de entrada del virus de la gripe. Esto es sorprendente ya que la misma molécula que permite la liberación del virus de la superficie celular ayuda a mejorar la entrada. La neuraminidasa produce la rotura enzimática del ácido siálico del receptor celular para separar la unión virus-membrana y permitir que el virus sea liberado e infecte otras células.
El estudió generó diferentes pseudovirus que infectaban a la bacteria de la cepa X-31 y que presentaban: solamente hemaglutinina sin neuraminidasa (H3X-31), hemaglutinina y neuraminidasa propias de la cepa X-31 (H3X-31/N2X-31), partículas que presentan la hemaglutinina de la bacteria X-31 y la neuraminidasa de la cepa Japan (H3X-31/N2Japan) y la última con la hemaglutinina de la bacteria X-31 y la neuraminidasa de una cepa que causa gripe aviar (H3X-31/N2MS96). Se demostró mediante diversos ensayos que las bacterias que presentaban hemaglutinina y neuraminidasa coincidentes, es decir, que provenían ambas de la misma cepa (la H3X-31/N2X-31), presentaban mayor eficacia de entrada, seguidas por la H3X-31/N2Japan (ya que la neuraminidasa de la cepa Japan es más parecida filogenéticamente a la neuraminidasa de la X-31), luego la H3X-31/N2MS96 y por último la que no presenta neuraminidasa. Por lo tanto, presentar la neuraminidasa correspondiente es esencial en la entrada viral y los desajustes en la combinación de hemaglutinina y neuraminidasa, pueden causar un descenso importante en la capacidad infectiva.

## Etiología: virología

### Tipos de virus de la gripe

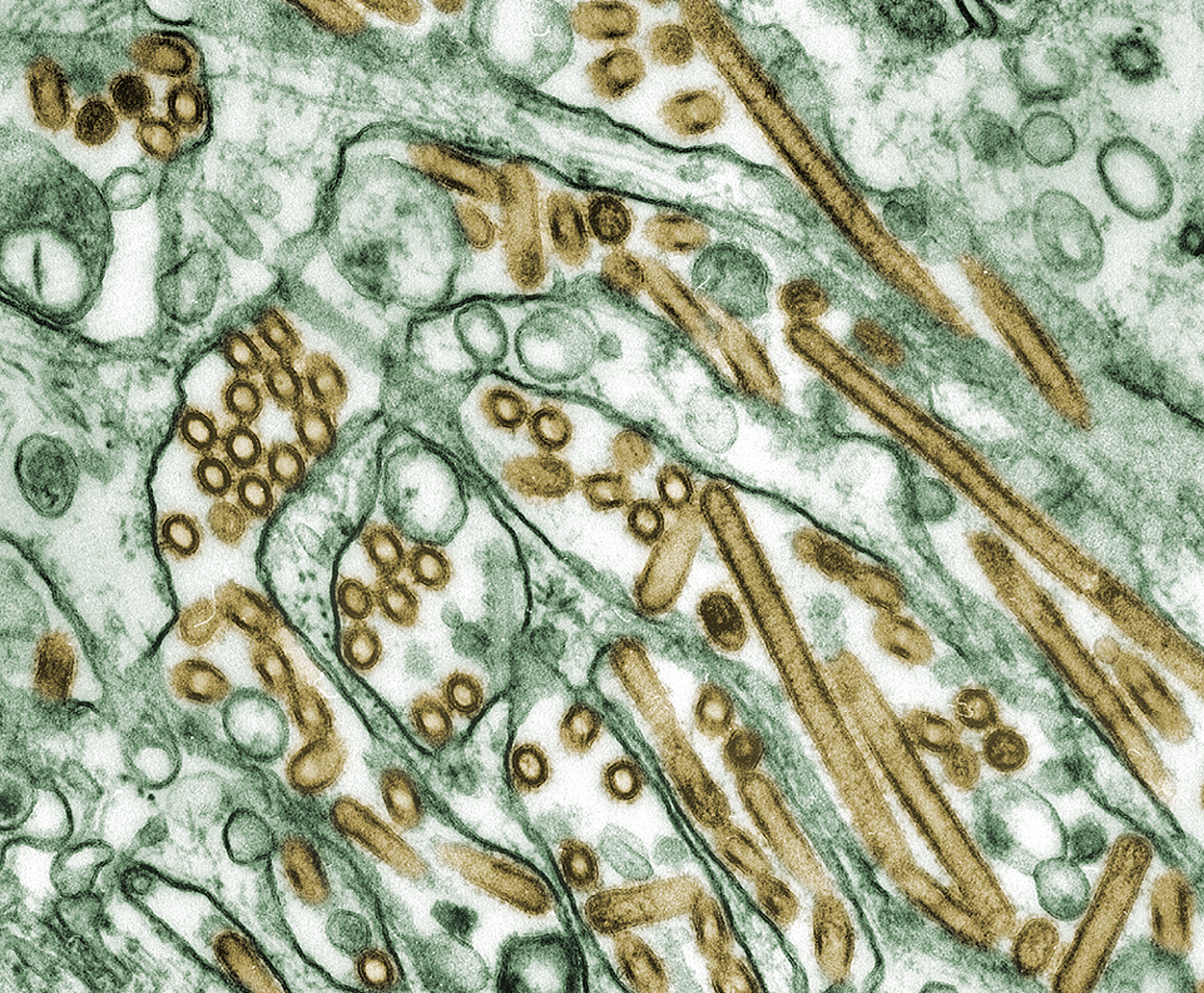
Orthomyxoviridae, H5N1.

El virus de la gripe es un virus ARN de la familia Orthomyxoviridae, que comprende cinco géneros:
- Influenzavirus A
- Influenzavirus B
- Influenzavirus C
- Isavirus
- Thogotovirus

Solo los tres primeros (influenzavirus) son causantes de gripe. La nomenclatura general de los virus de la gripe como tipos A, B o C se basa en características antigénicas de la nucleoproteína (NP) y los antígenos proteínicos de la matriz (M) para cada género. Cada género a su vez, se subtipifica y las cepas o subtipos se designan siguiendo este criterio:
- Tipo del virus gripal
- Lugar de origen
- Número de cepa
- Año de aislamiento
- Subtipo según estructura H/N (Por ejemplo: «A/Hong Kong/5/68 (H3N2)»)

#### Influenzavirus A
Este género posee una especie: el virus de la influenza A. Las aves acuáticas salvajes son los huéspedes naturales de sus muchos subtipos. En ocasiones, los virus pueden transmitirse a otras especies lo que puede provocar graves epidemias en la población de aves para consumo humano, o saltar directamente al hombre con la consiguiente pandemia. Los virus tipo A son los patógenos más agresivos de los tres géneros que pueden provocar la enfermedad. En función del anticuerpo dominante, pueden dividirse en varios serotipos diferentes. Los serotipos que se han confirmado en los seres humanos son los siguientes:
- H1N1, causante de la gripe de 1918 y de la gripe A en 2009.
- H1N2, endémico en humanos y cerdos.
- H2N2, responsable de la gripe asiática en 1957.
- H3N2, que causó la gripe de Hong Kong en 1968.
- H5N1, responsable de gripe aviar y de la amenaza de pandemia en 2007–2008.
- H7N7 responsable de gripe aviar, puede afectar a otros animales, incluyendo el hombre.[46]
- H7N2, provoca gripe aviar y excepcionalmente afectación humana.
- H7N3, causa gripe aviar y raramente afecta al hombre.[47]
- H9N2, provoca gripe aviar y puede afectar a humanos y cerdos.[48]
- H10N7, causa gripe aviar y en muy pocas ocasiones enfermedad en humanos en contacto con aves.[49]

#### Influenzavirus B
Este género comprende a la especie Influenza B virus. Infecta casi en exclusiva a humanos y es menos frecuente y menos agresivo que el tipo A. Además del hombre, el único animal susceptible de ser infectado por este tipo de virus es la foca. Este virus tiene una tasa de mutación de dos a tres veces más baja que el tipo A por lo que es genéticamente menos diverso, conociéndose solamente un serotipo del grupo B. A consecuencia de esta carencia de variabilidad antigénica un cierto grado de inmunidad frente a este tipo se adquiere normalmente desde la infancia. Sin embargo, presenta el suficiente grado de mutación como para impedir la inmunidad completa y definitiva. Esta reducida tasa de cambios antigénicos, en combinación con su limitado rango de huéspedes posibles, determina la inexistencia de pandemias de virus tipo B.

#### Influenzavirus C
Este género posee una especie: el Influenza C virus, que infecta a humanos y a cerdos, y que puede causar cuadros graves y epidemias locales en animales. El tipo C es menos frecuente que los otros dos tipos, y parece ser responsable con cierta frecuencia de cuadros banales en niños.

### Estructura y propiedades

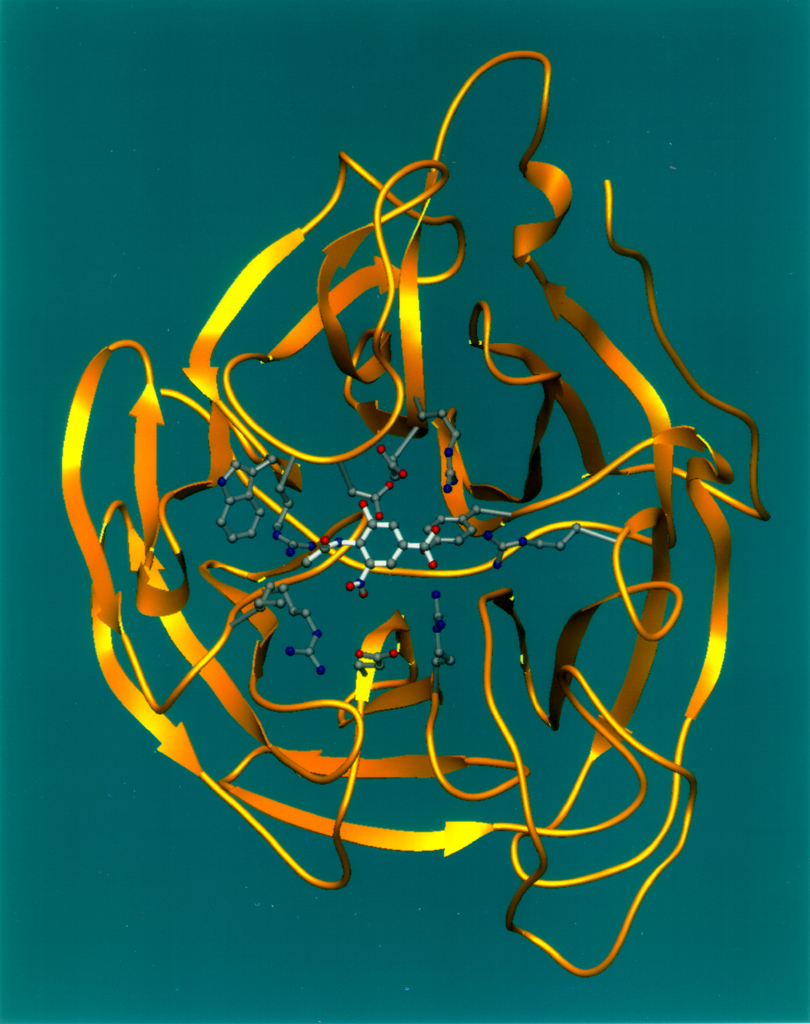
Estructura de la neuraminidasa.

Los Influenzavirus A, B y C poseen una estructura muy parecida. Las partículas víricas alcanzan un diámetro de entre 80 y 120 nanómetros con una forma más o menos esférica, aunque en ocasiones pueden verse algunos ejemplares de tipo filamentoso. Aunque inusual para un virus su genoma no es un fragmento único de ácido nucleico sino que contiene siete u ocho fragmentos de ARN inverso. El genoma del tipo A codifica 11 proteínas: Hemaglutinina (HA), Neuraminidasa (NA), Nucleoproteína (NP), M1, M2, NS1, NS2(NEP), PA, PB1, PB1-F2 y PB2.
HA y NA son grandes cadenas glicoproteicas que se proyectan del exterior de la partícula vírica. HA es una lectina mediadora de la fijación del virus a la célula diana y de la entrada del material genético en ella, mientras que NA está involucrada en la liberación de la progenie viral desde las células infectadas al exterior, mediante la ruptura de azúcares que ligan a las partículas virales maduras. Estas proteínas son objetivos para los fármacos antivirales. Además cumplen una función de antígeno al que los anticuerpos pueden fijarse. Los influenzavirus A están clasificados en subtipos basándose en la respuesta antigénica a HA y NA, dando lugar a la nomenclatura H y N como se mencionó más arriba.

## Patogenia

### Infección

Invasión y replicación del virus de la gripe en una célula huésped. Los pasos de este proceso se describen con detalle en el texto.

Los virus de la gripe se fijan mediante hemaglutininas a los azúcares de ácido siálico de la membrana celular de las células epiteliales mucosas de las fosas nasales, garganta y pulmones (más en nasofaringe y tráquea pues la afectación bronquiolar y alveolar se da solo en los casos graves), en los mamíferos, y del intestino, en las aves. (Paso 1 de la imagen).
Por tanto, la entrada del virus de la gripe requiere la presencia de hemaglutinina (HA), mientras que la salida requiere neuraminidasa. La entrada es mediada por endocitosisis por clatrina y se produce mediante estos pasos:
En primer lugar la hemaglutinina del virus de la gripe reconoce los receptores que presentan ácido siálico en la superficie celular. El complejo virus-receptor es introducido en la célula por endocitosis. A causa de la actividad de una bomba de protones vacuolar los protones (H+) son bombeados dentro de la vesícula, por lo que el pH de la vesícula endosomal desciende. La proteína viral M2 transporta los H+ al núcleo del virión. El descenso en el pH libera la proteína viral M1 del RNA viral (ya que M1 está localizada entre la envoltura viral y el genoma). El descenso en el pH endosomal también desencadena cambios conformacionales en la hemaglutinina. Esto causa la exposición del péptido de fusión, una secuencia hidrofóbica que se inserta en la membrana endosomal y causa que se fusione con la envoltura viral. El RNA viral y las proteínas, como M1, son liberados en el citoplasma y el genoma viral es transportado al núcleo celular para la replicación del RNA viral.

### Replicación
La célula importa el virus mediante endocitosis. Los ciclos de replicación duran entre cuatro y seis horas. En el endosoma así formado, parte de las proteínas de hemaglutinina fusionan la cubierta viral con la membrana vacuolar, liberando las moléculas de ARN vírico, proteínas accesorias y de ARN polimerasa al citoplasma (Paso 2). Estas proteínas y el ARN forman un complejo que es transportado al núcleo celular, donde la ARN polimerasa comienza a transcribir copias complementarias positivas del ARN inverso (antisentido). (Pasos 3a y b). El ARN vírico puede ser devuelto al citoplasma y traducido (Paso 4), o permanecer en el núcleo. Las proteínas víricas recién creadas son también secretadas mediante el aparato de Golgi hacia la superficie celular (en el caso de la neuraminidasa y la hemaglutinina, Paso 5b) o transportadas de vuelta al núcleo para fijarse al ARNv y formar nuevas partículas víricas (Paso 5a). Otras proteínas víricas tienen múltiples acciones en la célula huésped, incluyendo la propia degradación del ARN celular con el fin de emplear los nucleótidos resultantes para la síntesis de más ARNv e inhibiendo la transcripción del ARN celular. El genoma vírico está compuesto por ocho segmentos de ARN de una sola cadena (monocatenario).
El ARN inverso formado dará lugar al genoma de futuros virus, ARN polimerasa y otras proteínas virales que se ensamblarán en un nuevo virión con capacidad infectante. Las moléculas de hemaglutinina y neuraminidasa se agrupan formando protuberancias en la membrana celular. El ARN vírico y las proteínas de la nucleocápside salen del núcleo y entran en estas protuberancias de la membrana (Paso 6). Los virus maduros se abren al exterior de la célula en una esfera de fosfolípidos de membrana, adquiriendo hemaglutinina y neuraminidasa junto con esta cubierta membranosa. (Paso 7). De nuevo, las partículas víricas así formadas se adherirán a nuevas células huésped mediante las hemaglutininas transportadas; los virus maduros se liberan entonces una vez que las neuraminidasas rompen los residuos de ácido siálico de la célula huésped. Tras la liberación de la nueva generación de partículas víricas, la célula huésped muere.

### Mutaciones antigénicas
Aproximadamente una vez cada diez mil nucleótidos (la longitud del ARN del virus), la ARN polimerasa comete un error en la inserción de un nucleótido (debido a la ausencia de enzimas de prueba de lectura de ARN) lo que ocasiona que casi cada nuevo virus creado porta al menos una mutación. Esas mutaciones provocan la variación antigénica de los virus y las dificultades del sistema inmunitario para identificarlos como tales y eliminarlos.
La separación del genoma en ocho fragmentos diferentes permite recombinar los cambios si más de una estirpe viral infecta a la misma célula. El recambio rápido resultante en el material genético produce cambios antigénicos y permite al virus infectar nuevas especies huésped y superar rápidamente los mecanismos de defensa inmunitaria. Esto tiene trascendencia en la fase de emergencia de las pandemias como se discutirá en la sección de epidemiología.

### Daño periférico
La viremia es excepcional y el virus habitualmente solo es localizable en las vías respiratorias, pero en casos graves en la autopsia se han encontrado virus en hígado, bazo, corazón, riñones y ganglios linfáticos. Los síntomas, distales al aparato respiratorio y habituales de la gripe (como la fiebre, la cefalea o la astenia) tienen su origen en las enormes cantidades de citoquinas y quemoquinas (como el interferón o el factor de necrosis tumoral) producidas y liberadas por las células infectadas por el virus. Pero en contraste con el rhinovirus, causante del catarro común, la gripe causa un cierto grado de daño tisular, por lo que los síntomas no son exclusivamente debidos a la respuesta inflamatoria.

### Respuesta inmunitaria
En la defensa inmunitaria contra el virus se implican 5 mecanismos:
- Inmunidad celular específica, muy temprana, con multiplicación de los linfocitos T citotóxicos (T CD8+).
- Respuesta inflamatoria inespecífica.
- Producción de interferón.
- Inmunidad humoral con aparición de anticuerpos circulantes con un máximo hacia la segunda semana que se detectan mediante IHA (inhibición de la hemoaglutinación), neutralización, fijación del complemento, ELISA (inmunoabsorción por enzimas), etc.
- Inmunidad humoral con aparición de anticuerpos locales (IgA).

La eliminación del virus (hacia el 8.º día) seguramente es debida a los tres primeros mecanismos pues los dos últimos, con producción de anticuerpos, son tardíos.

## Anatomía patológica
Las células de la mucosa que forma el epitelio respiratorio presentan cambios inflamatorios (tumefacción) del núcleo y en el espacio intracelular (citoplasma) se forman vacuolas (‘burbujas’) fruto de dichos cambios. Finalmente la célula se necrosa (muere) y se desprende dejando la capa basal del epitelio expuesta: esta capa es mucho más sensible, es incapaz de retener el moco y su exposición es la causa de la mayor parte de los síntomas respiratorios del cuadro.
Cinco días después se inicia la regeneración que inicialmente tiene aspecto metaplásico (células atípicas), pero que a las dos semanas adquiere un aspecto totalmente normal.
Si se produce una neumonía vírica se puede producir la pérdida de epitelio ciliado en la tráquea, bronquios y bronquiolos. Los alveolos pulmonares se ven con las paredes engrosadas por edema (líquido en su interior) e infiltración y con un revestimiento membranoso hialino (de tejido conectivo en respuesta a la inflamación). Con ello el intercambio de oxígeno entre el pulmón y la sangre se ve comprometido y el déficit de oxígeno en sangre puede ocasionar una disminución global de oxígeno disponible para los tejidos (hipoxia tisular), con el consiguiente deterioro funcional.

## Diagnóstico

### Síntomas y signos
La infección con virus de influenza puede ser asintomática y subclínica sin interferir en la capacidad laboral, pero con plena infectividad. Son casos en los que el portador, y también transmisor, no es consciente de la enfermedad. Esto es muy frecuente en la gripe por virus C y mucho más raro en los tipos A y B.

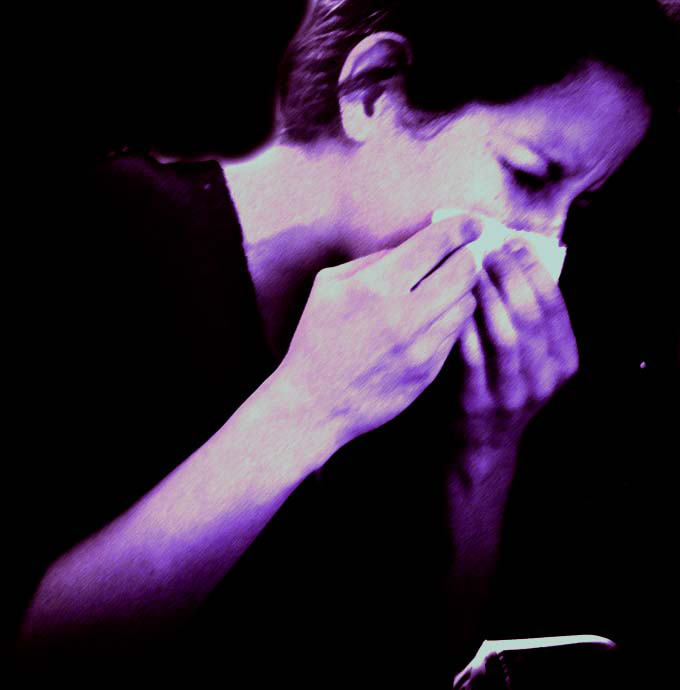
Tos, estornudos, fiebre y mialgias son los síntomas más habituales.

En los humanos los síntomas de la gripe tienen una aparición más brusca, y son más graves y más duraderos que los síntomas del resfriado común. La recuperación completa se logra en una o dos semanas. En ocasiones puede ser mortal, especialmente en pacientes debilitados (por ser ancianos o enfermos crónicos) o con déficit inmunitario. La gripe puede agravar patologías crónicas previas: pacientes con enfisema, bronquitis crónica o asma pueden presentar episodios de disnea durante la fase aguda de la gripe y también puede agravarse una patología coronaria previa o descompensarse un cuadro de insuficiencia cardíaca. El tabaco es otro factor de riesgo que se asocia con cuadros más graves y un incremento de la mortalidad, pero no por su acción directa en la patogenia sino por las lesiones enfisematosas y bronquíticas, previas y subyacentes por él motivadas.
Los síntomas de la gripe comienzan de manera brusca (por ello se suele recordar incluso la hora exacta de aparición): entre 18 o 72 horas (visto que poseen periodos de incubación extremadamente cortos, que es cuando son proclives los contagios) tras el contacto con el virus y la infección. Los primeros síntomas suelen ser estornudos con sensación de resfriado, fiebre alta de hasta 39 °C, cansancio intenso (astenia), con dolores musculares y articulares. El malestar general suele provocar el encamamiento del paciente durante dos o tres días, con dolores musculares generalizados (de mayor intensidad en espalda y piernas) y con persistente dolor articular, más intenso en ambas rodillas.
Los síntomas (lo que refiere el paciente en la anamnesis) más habituales son:
- Dolor, especialmente en las articulaciones (de más a menos en rodillas, codos y hombros), y en la musculatura dorsolumbar y de las extremidades (es el «trancazo»).
- Odinofagia (dolor faríngeo solo con deglutir saliva) con sensación de sequedad en la garganta.
- Tos generalmente seca o no productiva. La abundante mucosidad sugiere complicación traqueal o parenquimatosa.
- Congestión nasal con estornudos y rinorrea (producción de mucosidad) transparente.
- Fiebre con escalofríos. Es alta (38 °C llegando a 41 °C) y dura entre uno y siete días, siendo solo 3 lo habitual. Se denomina V gripal a la gráfica térmica bifásica en la que tras un brusco descenso vuelve a subir en los días cuarto y quinto en ausencia de complicación.
- Cefalea fija, no pulsátil, que es solo consecuencia de la fiebre.
- La epiforia (lagrimeo) es habitual.
- Dolor retroocular que no suele referir espontáneamente el paciente, pero que le aparece al pedirle que lateralice la mirada (este síntoma es muy característico de la gripe).
- Disnea que solo suele producirse si hay patología respiratoria previa.
- Expectoración, pero generalmente solamente al final del periodo febril y parte de la convalecencia.
- Dolor retroesternal leve relacionado con la necrosis del epitelio traqueal.
- Dolor abdominal (más habitual en niños con infección por virus del tipo B).

Los signos (que se evidencian con los 5 pilares de la exploración física: inspección, palpación, percusión, olfatación y auscultación) más frecuentes son:
- Irritación ocular.
- Congestión de la mucosa orofaríngea.
- Enrojecimiento de la piel, especialmente en la cara.
- Los ganglios linfáticos cervicales están sensibles, pero sin agrandamiento.
- Olor a cetona del aliento por la lipolísis, tras fiebre intensa y mantenida.
- Auscultación torácica generalmente normal, pero ocasionalmente (8-40 %) hay roncus y sibilancias y pocas veces estertores crepitantes.
- Bradicardia relativa, menos frecuente que en la fiebre tifoidea.

### Sensibilidad y especificidad en los síntomas
Investigaciones sobre los síntomas y signos de la gripe han demostrado que los mejores indicadores para el diagnóstico de gripe son:
| Hallazgo:        | Sensibilidad | Especificidad |
| ---------------- | ------------ | ------------- |
| Fiebre           | 86 %         | 25 %          |
| Tos              | 98 %         | 23 %          |
| Congestión nasal | 70‑90 %      | 20‑40 %       |

Notas de la tabla:
- La sensibilidad es la probabilidad de clasificar correctamente a un individuo enfermo. Por ejemplo, el 86 % de los pacientes con gripe presentaban fiebre.
- La especificidad es la probabilidad de definir de forma correcta a un individuo sano. En otras palabras, la mayoría (el 75 %) de la gente con fiebre no tenía gripe.
- Todos estos hallazgos, especialmente la fiebre, fueron menos sensibles y específicos en personas por encima de los 60 años.

Dado que los fármacos antivirales son más eficaces en los primeros estadios de la enfermedad (primeras 48 horas) es importante el diagnóstico precoz de la gripe. La evaluación combinada de los diferentes síntomas listados más arriba puede mejorar la eficacia del primer diagnóstico. No obstante incluso evaluando la aparición combinada de síntomas se producen errores en el diagnóstico, por lo que en ocasiones se recurre al teorema de Bayes como herramienta estadística para afinar el diagnóstico, aunque hay que tener en cuenta que su aplicabilidad varía con la prevalencia de la gripe en el momento de su aplicación: es decir, durante una epidemia de gripe o en pleno invierno es más probable que determinada combinación de síntomas apunten a una gripe que, por ejemplo, en pleno verano y sin casos de gripe en la comunidad. Usando los datos de los CDC (Centros para el Control de Enfermedades —Centers for Disease Control—), la siguiente tabla muestra como la probabilidad de gripe varía con su prevalencia:
| Combinaciones de síntomas y signos | Sensibilidad | Especificidad | Como se reportó en el estudio y previstos durante las epidemias locales de gripe (prevalencia=66 %) | Como se reportó en el estudio y previstos durante las epidemias locales de gripe (prevalencia=66 %) | Previstos durante la temporada de gripe (prevalencia=25 %) | Previstos durante la temporada de gripe (prevalencia=25 %) | Previstos fuera de temporada de gripe (prevalencia=2 %) | Previstos fuera de temporada de gripe (prevalencia=2 %) |
| Combinaciones de síntomas y signos | Sensibilidad | Especificidad | VPP (Valor Predictivo Positivo)                                                                     | VPN (Valor Predictivo Negativo)                                                                     | VPP                                                        | VPN                                                        | VPP                                                     | VPN                                                     |
| ---------------------------------- | ------------ | ------------- | --------------------------------------------------------------------------------------------------- | --------------------------------------------------------------------------------------------------- | ---------------------------------------------------------- | ---------------------------------------------------------- | ------------------------------------------------------- | ------------------------------------------------------- |
| Fiebre y tos                       | 64 %         | 67 %          | 79 %                                                                                                | 49 %                                                                                                | 39 %                                                       | 15 %                                                       | 4 %                                                     | 1 %                                                     |
| Fiebre, tos y dolor de garganta    | 56           | 71            | 79                                                                                                  | 45                                                                                                  | 39                                                         | 17                                                         | 4                                                       | 2                                                       |
| Fiebre, tos y congestión nasal     | 59           | 74            | 81                                                                                                  | 48                                                                                                  | 43                                                         | 16                                                         | 4                                                       | 1                                                       |

Dos estudios de análisis de decisiones han sugerido que durante epidemias locales de gripe, la prevalencia estaría en torno al 70 %, y por lo tanto, los pacientes con alguna de las combinaciones de síntomas mencionadas más arriba deberían, (si estuviesen inmunodeprimidos, que es muy improbable), ser tratados con inhibidores de la neuraminidasa sin necesidad de la aplicación del test. Incluso en ausencia de una epidemia local, el tratamiento estaría justificado (según algunos pocos pues el tratamiento sintomático y de sostén suele preferirse dada la escasa eficacia y la toxicidad de los antivirales actuales, salvo en la neogripe A de 2009), en la población anciana durante la temporada «alta» de gripe ya que la prevalencia estaría por encima del 15 %.

### Diagnóstico diferencial
- Resfriado común: puede ser difícil diferenciarlo en sus primeras fases, pero normalmente los síntomas de la gripe son de presentación más brusca (es característico que el paciente recuerde incluso la hora exacta en que aparecieron) y son más intensos y duraderos que sus equivalentes en el cuadro catarral.
- Faringitis estreptocócica: su clínica inicial puede ser similar, pero pronto aparecen los exudados purulentos típicos.
- Adenovirus: sus procesos tienen un inicio progresivo y el dolor faríngeo es mayor

La mayor dificultad diagnóstica, si la epidemia aún no está establecida, puede darse con:
- Enterovirus y arbovirus: tienen un cuadro clínico apenas distinguible, pero por el contrario sin tos. Ambos tipos de virus son, con frecuencia, responsables de la llamada gripe abdominal.
- Dengue: tiene una clínica (conjunto de síntomas y de signos) muy similar a la de la gripe.

### Laboratorio

#### Analítica general
La VSG está poco acelerada en contraste con la intensidad de los síntomas.
Los leucocitos pueden aumentar al inicio, pero lo característico es la leucopenia con linfocitosis a partir del segundo día. Una leucocitosis superior a 15 000 sugiere complicación bacteriana.

#### Tests diagnósticos
La disponibilidad de tests de laboratorio para el diagnóstico de la gripe continúa mejorando. Los CDC de los Estados Unidos publican actualizaciones de los test de laboratorio disponibles. De acuerdo con los CDC, el diagnóstico rápido mediante los test de laboratorio disponibles tienen una sensibilidad del 70‑75 % y una especificidad del 90‑95 % en comparación con los cultivos del virus. Estos test pueden ser especialmente útiles durante las temporadas de gripe (prevalencia = 25 %), pero no en ausencia de epidemias locales o en temporada baja (prevalencia = 10 %).
Los métodos serológicos (los antígenos virales se detectan con inmunofluorescencia o con ELISA) son poco útiles en clínica (pero sí son muy útiles en epidemiología) pues se requiere una valoración y cuantificación evolutivas y obtener suero de la fase de convalecencia (cuando ya cesó el peligro y se retiró el tratamiento), de manera que es positiva si hay cuadruplicación de las tasas de anticuerpos entre una cuantificación y la siguiente. Se prefiere la prueba de anticuerpos fijadores del complemento a la de la inhibición de la hemaglutinación porque esta última depende de las variaciones de cepa o subtipo.
El test de la PCR en tiempo real (RT-PCR) positivo en la neogripe A determina el paso desde diagnóstico de sospecha a diagnóstico de probabilidad.
El diagnóstico de certeza solo es posible con la identificación del virus mediante la inoculación de las secreciones faríngeas en cultivos celulares de riñón de mono, o más habitualmente en la cavidad amnial de embriones de pollo.

## Tratamiento

### Habitual
Los consejos generales para una persona afectada de gripe son reposo, ingesta abundante de líquidos (aunque existe poca evidencia de la utilidad), y el uso de algún fármaco que alivie los síntomas.
La aspirina no está indicada en niños y adolescentes (y el tratamiento previo parece aumentar la susceptibilidad de padecerla) con síntomas de gripe (y tampoco en cualquier otra situación febril) para evitar la aparición del síndrome de Reye, una complicación infrecuente, pero grave del hígado y del cerebro que puede afectarles cuando toman este antiinflamatorio en el contexto de algunas enfermedades víricas (especialmente la infección por Influenzavirus B).
La neumonía vírica en su fase grave suele requerir ingreso en cuidados intensivos y requerir medidas de mantenimiento como oxigenoterapia, fluidoterapia, fisioterapia y neumoterapia.

### Vitaminas y zinc
Diversos experimentos científicos han investigado si el tomar una cantidad mayor de lo normal de algún nutriente es útil contra las enfermedades infecciosas (incluyendo a la propia gripe y a otras que afectan al tracto respiratorio: resfriados, etc.). Estas investigaciones se han centrado principalmente en estudiar la vitamina C, pero en algún caso se han extendido a la vitamina D y el zinc. Como resultado, las investigaciones solo han encontrado que el tomar una cantidad adicional de estos nutrientes ayuda a reducir la duración y la severidad de las enfermedades infecciosas, sin haber sido demostrado que eso valga para prevenirlas. En cualquier caso, sus efectos pueden variar dependiendo del paciente. Una cuestión distinta son los casos de desnutrición, en los que estos nutrientes deben ser ingeridos de alguna manera hasta niveles suficientes para asegurar que el sistema inmunitario del cuerpo humano funcione de manera normal. Esto consigue una gran mejoría en países en vías de desarrollo para prevenir y curar enfermedades como la neumonía, la diarrea y la malaria.
Acerca de la vitamina D, hay que tener en cuenta que el cuerpo humano no tiene por qué ingerirla, pues estar expuesto al sol de manera moderada hace que la propia piel la produzca. Si es ingerida en suplementos hay que llevar más cuidado, pues al ser liposoluble y no hidrosoluble puede acumularse y provocar intoxicación en dosis altas.

### Antibióticos
Dado que la gripe es una infección vírica, los antibióticos (fármacos antibacterianos, pero inactivos frente a virus) no mejoran el cuadro, salvo que se prescriban por la aparición de una infección bacteriana secundaria, situación en la que suele ser útil la tinción de Gram y un antibiograma para elegir el antibiótico adecuado.
No se deben administrar con fines profilácticos (preventivos), pues además de su inutilidad, así se seleccionan cepas microbianas multirresistentes.

### Antivirales

Oseltamivir.

Amantadina.

En general los fármacos antivirales se reservan para personas con alto riesgo de padecer complicaciones (como obesos mórbidos, hospitalizados, ancianos, menores de 5 años, comorbilidades crónicas) o clínica severa. Es ideal empezar el tratamiento antes de 2 días de iniciados los síntomas.
Los dos tipos principales de antivirales son los inhibidores de la neuraminidasa y los inhibidores M2 (derivados del adamantano).

#### Inhibidores de la neuraminidasa
Son de primera elección en la infección por el virus de la gripe, aunque el CDC estadounidense recomendó el uso de inhibidores M2 durante la temporada de gripe 2005‑2006.
Lamentablemente un estudio demostró que la administración del tratamiento antiviral en pacientes con gripe provoca la aparición de resistencia durante la terapia, alterando el pronóstico de la enfermedad. Ello tiene importancia en el impacto que lleva el tratar masivamente a una comunidad (~20 % de la población) durante una pandemia, lo cual puede provocar la desastrosa aparición de cepas resistentes durante el período de administración del tratamiento.
El oseltamivir (de nombre comercial Tamiflu) y el zanamivir (Relenza) son inhibidores de la neuraminidasa que han sido diseñados para detener la propagación del virus en el organismo humano. Tienen un rango alto de efectividad tanto frente a Influenzavirus A como B. El grupo colaborativo Cochrane para la gripe ha realizado estudios sobre estos fármacos concluyendo que ayudan a reducir los síntomas y las complicaciones derivadas de la infección. Las diferentes cepas de virus de la gripe presentan resistencias variables a su acción por lo que es imposible predecir qué grado de resistencia se encontrará en una futura pandemia.
Se sabe que el oseltamivir es mucho más vulnerable al desarrollo de resistencias que lo es el zanamivir, debido a la diferencia en su modo de acción. Sin embargo, el zanamivir es un medicamento inhalado, de modo que puede no ser adecuado para el tratamiento de una infección sistémica puesto que las concentraciones del zanamivir, aunque muy buenas en el tracto respiratorio, no alcanzan un efecto sistémico adecuado.

#### Inhibidores M2 (adamantanos)
Los antivirales amantadina y rimantadina han sido diseñados para bloquear un canal iónico (proteína M2) y prevenir así la entrada del virus a las células huésped. Estos fármacos son en ocasiones eficaces frente a Influenzavirus A si se administran precozmente, pero son siempre ineficaces frente al grupo B. La resistencia medida a amantadina y rimantadina en cepas americanas aisladas de H3N2 se ha incrementado hasta un 91 % en el 2005. La actividad de los admantanos parece ser poco eficaz contra las cepas H5N1.

## Complicaciones
Las complicaciones de la gripe ocurren más a menudo en pacientes mayores de 64 años de edad, así como en aquellos con ciertos trastornos crónicos, como enfermedades cardíacas y pulmonares, diabetes mellitus, hemoglobinopatías, disfunción renal e inmunodepresión. La pulmonía es la complicación más grave de la gripe y puede presentarse como neumonía gripal «primaria», neumonía bacteriana secundaria o neumonía mixta, vírica y bacteriana.

### Neumonía vírica
Es la menos frecuente, pero la más grave de todas las complicaciones neumónicas. Actualmente solo aparece en pacientes con bronquitis crónica, enfisema, cardiópatas —generalmente con estenosis mitral—, en deficiencias inmunológicas —como en la diabetes mellitus, sida, etc.— y ya más raramente en el embarazo, frecuente en la pandemia de 1918.
Aparece como cuadro gripal que no se resuelve y en el que hay aumento de la fiebre, expectoración escasa, pero sanguinolenta, taquipnea con dificultad respiratoria intensa y, finalmente, cianosis central.
El paciente tiende a sentarse en la cama por la aparición de ortopnea, pues respira mejor sentado que estando incorporado.
Como en todas las neumonías atípicas virales no hay consolidación pulmonar completa, los alveolos siguen ventilando y por ello la exploración auscultatoria puede ser anodina, con murmullo vesicular normal.
Contrastando con lo anterior las radiografías de tórax muestran infiltrados muy difusos que son generalmente bilaterales y centrales (perihiliares). Es conveniente pedir la radiografía anteroposterior y también la lateral izquierda para así evaluar mejor la extensión neumónica. La gasometría arterial muestra intensa hipoxia.
El curso suele ser muy grave y el exitus letalis, a pesar de todas las terapias, suele sobrevenir a los 7 días.

### Neumonía bacteriana
Las bacterias patógenas más frecuentes son Streptococcus pneumoniae, Staphylococcus aureus y Haemophilus influenzae, que probablemente están previamente en la faringe y causan la infección por disminuir las defensas broncopulmonares durante el cuadro gripal.
La neumonía bacteriana suele comenzar cuando ya hay franca mejoría del cuadro gripal, unos 2-3 días tras el inicio de la enfermedad.
El esputo se hace purulento, la auscultación es de evidente consolidación pulmonar y las radiografías de tórax muestran los signos habituales de la neumonía.
Las bacterias pueden identificar por hemocultivo y menos frecuentemente por cultivo de esputo, pero el virus gripal ya no se puede identificar por haber transcurrido más de una semana desde el inicio de la enfermedad.
El pronóstico es mucho mejor que el de la neumonía vírica dada la habitual eficacia de los antibióticos si se aplican rápidamente, salvo que el germen responsable sea resistente a ellos.

### Neumonía mixta
Es un cuadro clínico mezcla de los dos anteriores pues hay empeoramiento en la fase aguda y posteriormente los síntomas son los típicos de la neumonía bacteriana y, quizás, la más frecuente de las complicaciones neumónicas.
La extensión suele ser menor que la habitual en la neumonía vírica y responde bien a los antibióticos, lo que induce a pensar que las bacterias son el agente patógeno predominante.

### Síndrome de Reye
En este síndrome hay encefalopatía y degeneración grasa del hígado. Aparece ocasionalmente en la infección por el virus B de la gripe y menos en la infección por el A. También aparece a veces con el virus varicela-zóster (VVZ).
Al parecer está relacionado con la administración de aspirina en niños y adolescentes prepuberales (hasta 16-18 años) para el tratamiento de algunas viriasis.
Hay náuseas y vómitos durante uno o dos días, seguidos de trastornos mentales, desde letargia a coma, con hepatomegalia (aumento del tamaño del hígado) y elevación de los niveles en el suero sanguíneo de las enzimas aspartato aminotransferasa (GOT), alanina aminotransferasa (GPT) y LDH en sangre, pero permaneciendo la bilirrubina normal y sin presentar ictericia.
La mortalidad, que antes era del 40 %, actualmente ha descendido al 10 %. En las autopsias de pacientes fallecidos del síndrome de Reye no se suele encontrar el virus ni en cerebro ni en hígado.

### Otras
Otras complicaciones menos frecuentes descritas en asociación con la gripe incluyen:
- Traqueitis.
- Exacerbación de bronquitis crónica, que con frecuencia evoluciona a descompensación e insuficiencia respiratorias.
- Sinusitis y otitis media, que tienen la sintomatología y requieren el tratamiento habitual.
- Musculares, como la miositis, rabdomiólisis y como consecuencia mioglobinuria.

Ya más raramente, pero que sí fueron frecuentes en la pandemia de 1918, pueden presentarse:
- Miocarditis.
- Pericarditis.

Otras complicaciones neurológicas, de presentación muy ocasional, son parálisis de pares craneales, mielitis transversa, síndrome de Reye, meningitis aséptica, sordera, afasia, hemiplejía, síndrome de Guillain-Barré y psicosis, pero la relación con el proceso gripal no está totalmente demostrada.

## Pronóstico
La mayoría de las personas que contraen la gripe se recuperan en una o dos semanas (una de enfermedad y otra de convalecencia), pero algunas desarrollan complicaciones graves como neumonía. Según la OMS: "Cada invierno, diez millones de personas contraen la gripe. La mayoría sólo enferman y se ausentan del trabajo durante una semana, pero la población anciana presenta un mayor riesgo de complicaciones mortales. Sabemos que la cantidad de fallecimientos anuales es de unos cientos de miles de individuos, pero incluso en los países desarrollados las cifras son inciertas porque las autoridades médicas no suelen verificar quién muere realmente a consecuencia de la gripe y no de otros cuadros parecidos". Incluso la población sana puede verse afectada y a cualquier edad pueden producirse complicaciones graves. El grupo de población de personas por encima de los 50 años, los niños pequeños y la población de cualquier edad con patología crónica tienen mayor riesgo de padecer esas complicaciones, como neumonía, bronquitis, sinusitis u otitis.

## Prevención

### Vacunación
Existen vacunas y antivirales para la profilaxis y el tratamiento de las infecciones por el virus de la gripe. Las vacunas contra la gripe están formuladas a partir de virus inactivados o viriones atenuados de la gripe humana H1N1 y H3N2, así como los de los virus de la influenza B. Debido a que la antigenicidad de los virus salvajes evolucionan, las vacunas se reformulan anualmente. Sin embargo, cuando la antigenicidad de las cepas que forman parte de las vacunas y la de los virus salvajes que circulan entre la población no coinciden, las vacunas dejan de ser efectivas. En otras ocasiones, incluso cuando ambas antigenicidades coinciden, se puede dar el caso de que aparezcan mutantes que escapan a la vacuna. Los fármacos más frecuentes incluyen la amantadina, que inhibe la pérdida de la envoltura de los viriones al interferir con M2, y oseltamivir, que inhibe la liberación de los viriones de las células infectadas al interferir con NA. Sin embargo, los mutantes que son capaces de escapar a la vacuna se han generado, principalmente, en exusuarios de drogas y con menor frecuencia para el último fármaco.
Se han realizado varios estudios con el objetivo de demostrar la inmunogenicidad de la vacuna inactivada contra la gripe. En 1976 se encontró que dicha inmunidad persistía al cabo de tres años posterior a la vacunación del tipo monovalente A. Un año después se reportó que los individuos vacunados durante una epidemia de influenza tipo A presentaban inmunidad a partir del octavo o noveno día después de la vacunación y persistía al cabo de un año. En 1982 se comprobó la eficacia de la vacuna trivalente en 75 reclutas del ejército italiano y cientos de otros voluntarios de otros países.
La vacunación antigripal está ampliamente recomendada para grupos de alto riesgo, que son aquellos en los que las complicaciones de la gripe pueden ser graves:
- Mayores de 60 años.
- Menores de 5 años.

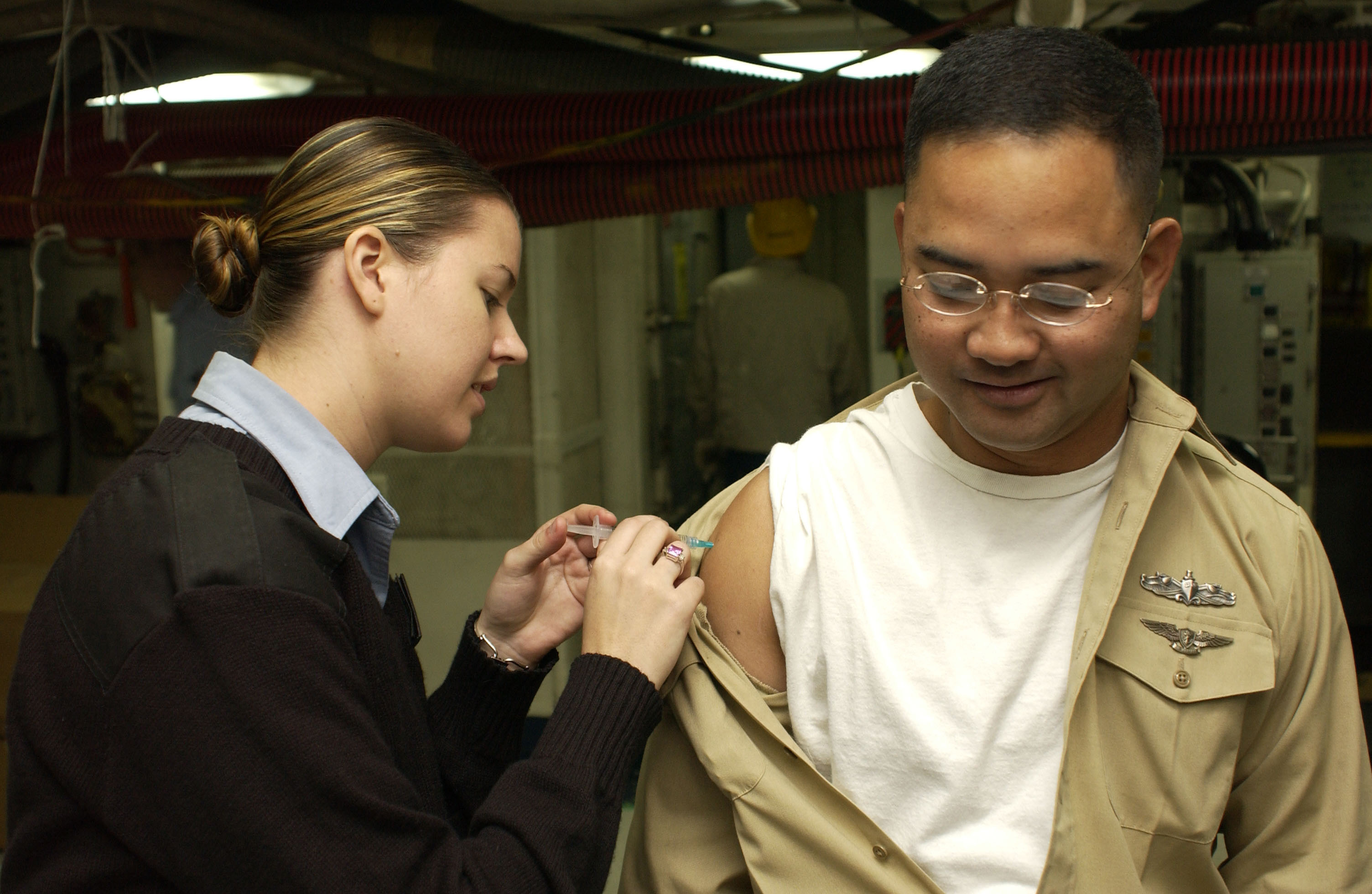
Vacunación de personal militar.

- Inmunodeprimidos (diabetes, sida, trasplantados, etc.).
- Con enfermedad grave previa especialmente respiratoria (enfisema, bronquitis, etc.) o cardiaca (infarto de miocardio, valvulopatías, insuficiencia, etc.).

Además de los grupos de riesgo es habitual la vacunación anual del personal de servicios sociales básicos como médicos, docentes, bomberos o militares.
En general la vacuna se administra a todo aquel con mayor indefensión ante las complicaciones por déficit inmunitario y también a todo aquel que lo solicite dadas sus escasas contraindicaciones (hipersensibilidad o alergia a las proteínas de huevo o a los antibióticos usados en el cultivo de los virus), a fin de dificultar la transmisión todo lo posible.
Las vacunas frente al virus de la gripe pueden fabricarse siguiendo diferentes procesos: el más habitual es el cultivo de virus en proteínas de huevo de gallina. Tras su purificación el virus es inactivado (mediante el uso de agentes químicos (detergentes) o físicos para producir una vacuna que pueden ser de virus íntegros o fraccionados, estas últimas son de elección en niños por ocasionar menor número de reacciones febriles. También pueden realizarse cultivos de virus en proteínas de huevo hasta que pierden su virulencia generando así vacunas.
Las de virus vivos atenuados para administración nasal son menos aconsejables en inmunodeprimidos.
La eficacia de estas vacunas es variable y no se encuentran grandes diferencias entre las vacunas de virus fraccionado (subvirones) y las vacunas de subunidades, en términos de inocuidad, reactogenicidad e inmunidad en adultos y ancianos.
Debido a la alta tasa de mutación del virus una formulación vacunal concreta confiere inmunidad durante no más de unos pocos años. Cada año la OMS realiza una predicción sobre qué cepa del virus es más probable que sea la causante de la siguiente oleada, permitiendo así a la industria farmacéutica el desarrollo de las vacunas más apropiadas contra esas cepas. Las vacunas también se pueden desarrollar para proteger a las aves de corral de consumo humano de la gripe aviar. Estas vacunas pueden ser eficaces contra múltiples cepas y son usadas junto con el sacrificio selectivo de los animales con mayor riesgo de transmisión de cepas mutadas, como parte de una estrategia de prevención con objeto de evitar o reducir las posibles epidemias y pandemias en humanos.
Es posible estar vacunado y aun así contraer la gripe (uno de cada 5 casos) pues la vacuna tiene una eficacia de alrededor del 80 %. La vacuna se elabora antes de cada temporada de gripe para unas cepas específicas, pero puede suceder que se produzca la propagación de alguna cepa no prevista o mutada. Se tarda en torno a seis meses en formular y fabricar masivamente una nueva vacuna; en ocasiones una nueva o imprevista cepa se propaga durante ese período y consigue infectar a mucha gente antes de disponer de los millones de dosis vacunales necesarias (como sucedió en la epidemia de gripe Fujian (H3N2) en la temporada de gripe 2003‑2004). También es posible infectarse justo antes de la vacunación y enfermar con la cepa supuestamente cubierta por la vacuna, ya que la vacuna tarda unas dos semanas en lograr su máxima efectividad.
La temporada 2006‑2007 fue la primera en la que el CDC recomendó la vacunación anual de los niños menores de 5 años.
Las vacunas contra la gripe son seguras y rara vez se reportan efectos adversos. Los efectos secundarios más frecuentes son dolor, enrojecimiento y leve edema en el sitio de la inyección (20 %), dolor de cabeza, malestar y debilidad generalizada. Con menos frecuencia se han observado mareos e hipotensión. En 1‑2 % de los casos hay fiebre y síntomas constitucionales. Puede causar también reacciones inmunitarias que se asemejan a una infección real por el virus, o a síntomas generales de infección (muchos síntomas catarrales o gripales son, en realidad, síntomas generales inespecíficos de infección), aunque de una manera leve y transitoria.
Los casos más graves incluyen reacciones alérgicas y broncoespasmo, por reacción frente a alguno de los componentes de la vacuna (residuos de las proteínas del huevo o de los antibióticos empleados para su elaboración); no obstante este tipo de reacciones son extremadamente infrecuentes.

### Higiene y asepsia en el control de la infección
Unos adecuados hábitos personales de higiene son eficaces también para la prevención de la infección. Las personas que han contraído la gripe son más infectivas durante el segundo y tercer día tras haberla contraído y su capacidad infectiva se prolonga durante unos diez días. Los niños son especialmente infectivos (más que los adultos) y pueden propagar partículas víricas desde antes incluso de la aparición de sus síntomas, y hasta dos semanas después.
Dado que la gripe se contagia a través de las gotas emitidas en aerosol con la tos, el estornudo e incluso con el habla, y a través del contacto con superficies contaminadas, es de especial importancia recomendar a la población que se cubra la cara cuando tosan o estornuden, así como el lavado frecuente de manos.
La desinfección de superficies está recomendada en las zonas en las que pueda depositarse el virus. El alcohol es un eficaz desinfectante del virus de la gripe y si se usa junto con sales cuaternarias de amonio se incrementa notablemente su eficacia. En los hospitales las sales cuaternarias de amonio y diversos compuestos halogenados, como el hipoclorito de sodio son habitualmente empleados para la desinfección de zonas sanitarias y equipamiento médico que han sido ocupados o usados por pacientes con síntomas de gripe.
En anteriores pandemias el cierre de colegios, iglesias y teatros ralentizó la propagación del virus, pero no parece haber tenido una influencia significativa en la disminución de la tasa de mortalidad.

## Investigación

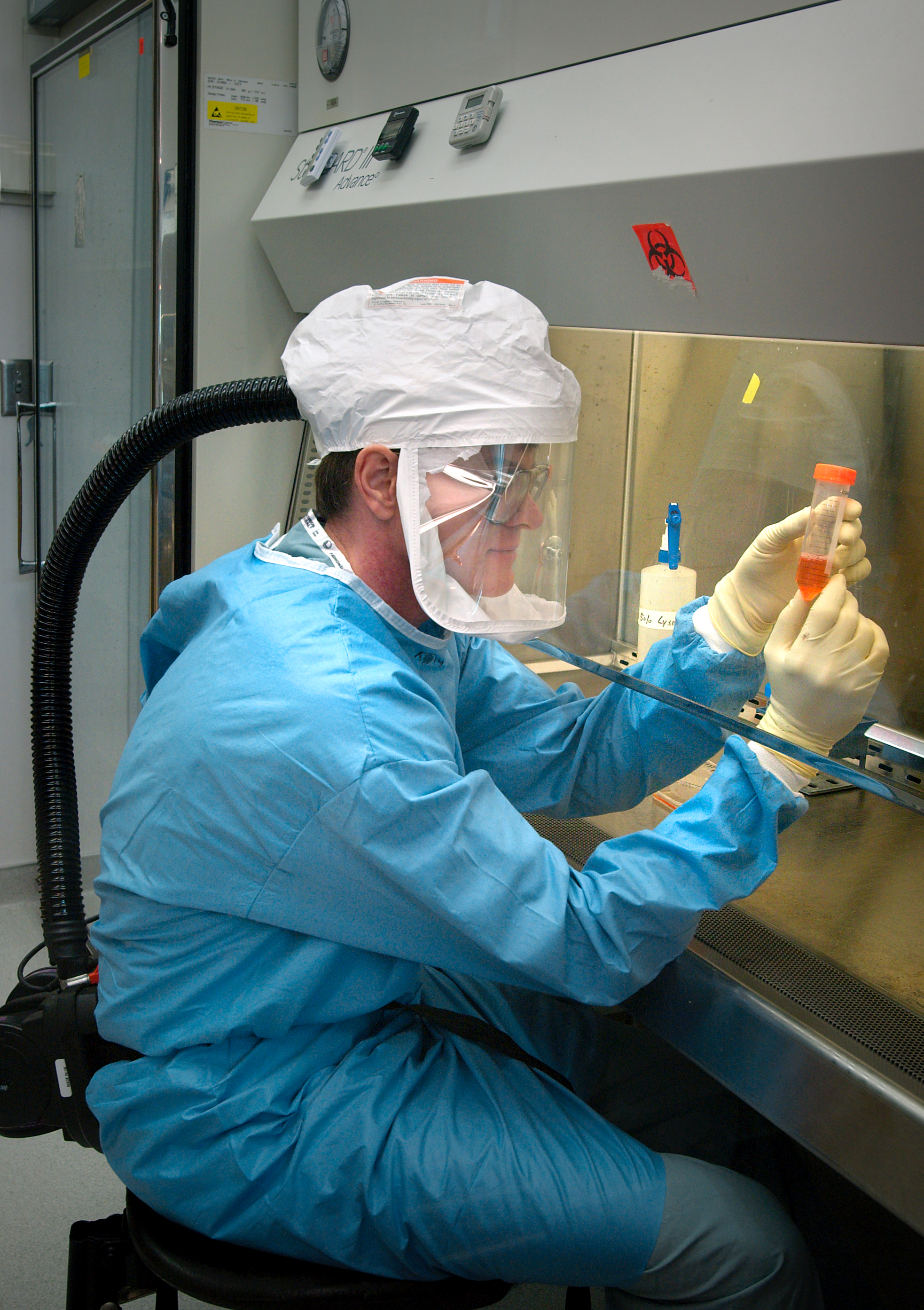
Científico del CDC trabajando con virus de la gripe bajo fuertes medidas de seguridad biológicas.

Las investigaciones sobre el virus de la gripe se están centrando en estudios de virología molecular, acerca de cómo el virus desencadena los mecanismos patogenéticos de la enfermedad, en la respuesta inmunológica del huésped, en la genómica viral y en la manera en que el virus se propaga provocando oleadas epidémicas. Estos trabajos están ayudando a desarrollar medidas de lucha más eficaces contra el virus; por ejemplo, un mejor conocimiento de la respuesta inmunitaria del organismo ayuda al desarrollo de mejores vacunas, y un conocimiento detallado de cómo el virus penetra en las células diana mejora el diseño de los nuevos fármacos antivirales. Un importante programa básico de investigación es el Influenza Genome Sequencing Project (Proyecto de Secuenciación del Genoma del virus de la Gripe), que está creando una base de datos de secuencias genéticas del virus; esta base de datos ayudará a clarificar qué factores influyen en la mayor mortalidad o virulencia de una cepa determinada frente a otra, qué genes están involucrados en la mayor o menor inmunogenicidad y cómo el virus evoluciona en el tiempo.
La investigación de nuevas vacunas es especialmente importante, ya que las actuales son lentas y caras de producir y deben ser reformuladas cada año. La secuenciación del genoma del virus de la gripe y el uso de la tecnología de recombinación genética pueden acelerar la aparición de la siguiente generación de cepas vacunales, permitiendo a los científicos colocar nuevos antígenos en cepas de vacunas previamente desarrolladas. Nuevas tecnologías están siendo también desarrolladas para permitir el crecimiento de virus directamente en cultivos celulares, mejorando las vacunas y disminuyendo los costes. La búsqueda de una vacuna universal para el tipo A, dirigida contra la superficie externa de la proteína transmembrana M2 (M2e), está siendo llevada a cabo en la Universidad de Gante por Walter Fiers, Xavier Saelens y su equipo y ha concluido con éxito la Fase I para ensayos clínicos.

## Infección en animales
| Casos de gripe aviaria tipo A (H5N1) confirmados en humanos Hasta el 10 de marzo de 2006            | Casos de gripe aviaria tipo A (H5N1) confirmados en humanos Hasta el 10 de marzo de 2006 | Casos de gripe aviaria tipo A (H5N1) confirmados en humanos Hasta el 10 de marzo de 2006 | Casos de gripe aviaria tipo A (H5N1) confirmados en humanos Hasta el 10 de marzo de 2006 | Casos de gripe aviaria tipo A (H5N1) confirmados en humanos Hasta el 10 de marzo de 2006 | Casos de gripe aviaria tipo A (H5N1) confirmados en humanos Hasta el 10 de marzo de 2006 | Casos de gripe aviaria tipo A (H5N1) confirmados en humanos Hasta el 10 de marzo de 2006 | Casos de gripe aviaria tipo A (H5N1) confirmados en humanos Hasta el 10 de marzo de 2006 | Casos de gripe aviaria tipo A (H5N1) confirmados en humanos Hasta el 10 de marzo de 2006 | Casos de gripe aviaria tipo A (H5N1) confirmados en humanos Hasta el 10 de marzo de 2006 | Casos de gripe aviaria tipo A (H5N1) confirmados en humanos Hasta el 10 de marzo de 2006 | Casos de gripe aviaria tipo A (H5N1) confirmados en humanos Hasta el 10 de marzo de 2006 | Casos de gripe aviaria tipo A (H5N1) confirmados en humanos Hasta el 10 de marzo de 2006 | Casos de gripe aviaria tipo A (H5N1) confirmados en humanos Hasta el 10 de marzo de 2006 | Casos de gripe aviaria tipo A (H5N1) confirmados en humanos Hasta el 10 de marzo de 2006 | Casos de gripe aviaria tipo A (H5N1) confirmados en humanos Hasta el 10 de marzo de 2006 |
| País                                                                                                | Fechas reportadas                                                                        | Fechas reportadas                                                                        | Fechas reportadas                                                                        | Fechas reportadas                                                                        | Fechas reportadas                                                                        | Fechas reportadas                                                                        | Fechas reportadas                                                                        | Fechas reportadas                                                                        | Fechas reportadas                                                                        | Fechas reportadas                                                                        | Fechas reportadas                                                                        | Fechas reportadas                                                                        | Total                                                                                    | Total                                                                                    | Total                                                                                    |
| --------------------------------------------------------------------------------------------------- | ---------------------------------------------------------------------------------------- | ---------------------------------------------------------------------------------------- | ---------------------------------------------------------------------------------------- | ---------------------------------------------------------------------------------------- | ---------------------------------------------------------------------------------------- | ---------------------------------------------------------------------------------------- | ---------------------------------------------------------------------------------------- | ---------------------------------------------------------------------------------------- | ---------------------------------------------------------------------------------------- | ---------------------------------------------------------------------------------------- | ---------------------------------------------------------------------------------------- | ---------------------------------------------------------------------------------------- | ---------------------------------------------------------------------------------------- | ---------------------------------------------------------------------------------------- | ---------------------------------------------------------------------------------------- |
| País                                                                                                | 2003                                                                                     | 2003                                                                                     | 2003                                                                                     | 2004                                                                                     | 2004                                                                                     | 2004                                                                                     | 2005                                                                                     | 2005                                                                                     | 2005                                                                                     | 2006                                                                                     | 2006                                                                                     | 2006                                                                                     | Total                                                                                    | Total                                                                                    | Total                                                                                    |
| País                                                                                                | casos                                                                                    | muertes                                                                                  | muertes                                                                                  | casos                                                                                    | muertes                                                                                  | muertes                                                                                  | casos                                                                                    | muertes                                                                                  | muertes                                                                                  | casos                                                                                    | muertes                                                                                  | muertes                                                                                  | casos                                                                                    | muertes                                                                                  | muertes                                                                                  |
| Camboya                                                                                             |                                                                                          |                                                                                          |                                                                                          |                                                                                          |                                                                                          |                                                                                          | 4                                                                                        | 4                                                                                        | 100 %                                                                                    |                                                                                          |                                                                                          |                                                                                          | 4                                                                                        | 4                                                                                        | 100 %                                                                                    |
| China                                                                                               |                                                                                          |                                                                                          |                                                                                          |                                                                                          |                                                                                          |                                                                                          | 8                                                                                        | 5                                                                                        | 62.5 %                                                                                   | 7                                                                                        | 5                                                                                        | 71.4 %                                                                                   | 15                                                                                       | 10                                                                                       | 75.0 %                                                                                   |
| Indonesia                                                                                           |                                                                                          |                                                                                          |                                                                                          |                                                                                          |                                                                                          |                                                                                          | 17                                                                                       | 11                                                                                       | 64.7 %                                                                                   | 11                                                                                       | 10                                                                                       | 90.9 %                                                                                   | 28                                                                                       | 21                                                                                       | 75.0 %                                                                                   |
| Irak                                                                                                |                                                                                          |                                                                                          |                                                                                          |                                                                                          |                                                                                          |                                                                                          |                                                                                          |                                                                                          |                                                                                          | 2                                                                                        | 2                                                                                        | 100 %                                                                                    | 2                                                                                        | 2                                                                                        | 100 %                                                                                    |
| Tailandia                                                                                           |                                                                                          |                                                                                          |                                                                                          | 17                                                                                       | 12                                                                                       | 70.6%                                                                                    | 5                                                                                        | 2                                                                                        | 40.0%                                                                                    |                                                                                          |                                                                                          |                                                                                          | 22                                                                                       | 14                                                                                       | 63.6%                                                                                    |
| Turquía                                                                                             |                                                                                          |                                                                                          |                                                                                          |                                                                                          |                                                                                          |                                                                                          |                                                                                          |                                                                                          |                                                                                          | 12                                                                                       | 4                                                                                        | 33.3%                                                                                    | 12                                                                                       | 4                                                                                        | 33.3%                                                                                    |
| Vietnam                                                                                             | 3                                                                                        | 3                                                                                        | 100 %                                                                                    | 29                                                                                       | 20                                                                                       | 69.0%                                                                                    | 61                                                                                       | 19                                                                                       | 31.1%                                                                                    |                                                                                          |                                                                                          |                                                                                          | 93                                                                                       | 42                                                                                       | 45.2%                                                                                    |
| Total                                                                                               | 3                                                                                        | 3                                                                                        | 100 %                                                                                    | 46                                                                                       | 32                                                                                       | 69.6%                                                                                    | 95                                                                                       | 41                                                                                       | 43.2%                                                                                    | 32                                                                                       | 21                                                                                       | 65.6%                                                                                    | 176                                                                                      | 97                                                                                       | 55.1%                                                                                    |
| Fuente Organización Mundial de la Salud (OMS) : Communicable Disease Surveillance & Response (CSR). |                                                                                          |                                                                                          |                                                                                          |                                                                                          |                                                                                          |                                                                                          |                                                                                          |                                                                                          |                                                                                          |                                                                                          |                                                                                          |                                                                                          |                                                                                          |                                                                                          |                                                                                          |

El virus de la gripe puede infectar a numerosas especies animales y producirse una transferencia de cepas virales entre ellas. Las aves son el principal reservorio animal del virus. Se han identificado hasta dieciséis variedades de hemaglutinina y nueve de neuraminidasa. Todos los subtipos conocidos (HxNy) pueden aislarse en pájaros, pero muchos subtipos son endémicos de otras especies como humanos, perros, caballos y cerdos; en poblaciones de camellos, hurones, gatos, focas, visones y ballenas también se ha demostrado la existencia de infección o exposición al virus. Algunas variedades del virus se nombran en función de la especie a la que la cepa está adaptada o de la que es endémica. Las principales cepas nombradas usando esta convención son la gripe aviar, la gripe humana, la gripe del cerdo, la gripe del caballo y la gripe del perro. Con el nombre de gripe del gato se hace referencia normalmente a un tipo de rinotraqueitis vírica propia de los felinos o a la infección por calicivirus, pero exactamente a la infección por alguna de las variantes del influenzavirus. En los cerdos, los caballos y los perros los síntomas suelen ser similares a los humanos, con tos, fiebre y pérdida del apetito. La existencia de pandemias en animales no está tan bien estudiada como en humanos, pero está registrada una epidemia de gripe en una población de focas de la costa de New England, causando aproximadamente unas 500 muertes en 1979–1980. Por otra parte, las epidemias en cerdos son habituales y no suelen provocar gran mortandad.
Los síntomas de la gripe en las aves son variables y pueden ser inespecíficos. Los síntomas de una infección poco patógena pueden ser tan leves como algunas plumas encrespadas, una pequeña reducción en el número de los huevos de cada puesta o una discreta pérdida de peso con algunos leves síntomas respiratorios. Estos síntomas leves e inespecíficos dificultan el diagnóstico de campo, siendo necesaria la realización de test de laboratorio para el diagnóstico de aves infectadas. Algunas cepas como la asiática H9N2 son extremadamente virulentas con las aves de corral y pueden causar síntomas más graves y mayor mortalidad. En sus variantes más patógenas, la gripe en los pollos y los pavos provoca la aparición repentina de un cuadro grave con una mortalidad cercana al 100 % en cuarenta y ocho horas. Dado que el virus se propaga con mucha rapidez en condiciones de hacinamiento propias de las granjas intensivas de estas aves, estas epidemias pueden causar grandes pérdidas económicas.
Una cepa muy patógena de H5N1 adaptada a las aves (llamada HPAI A(H5N1), de las siglas en inglés «Highly Pathogenic Avian influenza virus tipo A, subtipo H5N1»: Virus de la gripe aviar tipo A altamente patogénico) provoca la gripe aviar, endémica de muchas poblaciones de pájaros, especialmente en el sudeste asiático. Esta cepa asiática de HPAI A(H5N1) se está extendiendo por todo el mundo. Es epizoótica (epidémica en animales) y panzoótica (puede causar epidemias en múltiples especies animales y en amplias áreas geográficas), matando decenas de millones de aves y provocando el sacrificio de cientos de millones más para controlar la extensión de la enfermedad. La mayoría de las referencias en los medios de comunicación sobre la gripe aviar y la variante H5N1 son sobre esta cepa específica.
Por el momento HPAI A(H5N1) provoca una enfermedad en las aves, y no existen evidencias de transmisión de humano a humano. En casi todos los casos de infección en humanos se había producido un estrecho contacto físico con aves infectadas. Se desconoce si en el futuro esta cepa podrá mutar hacia una estirpe capaz de transmitirse entre humanos. Debido a su gran virulencia y letalidad, a su presencia endémica y su extensa distribución en el reservorio biológico aviar, el virus H5N1 disparó las alarmas de pandemia en la temporada de gripe 2006‑07, y se está invirtiendo una gran cantidad de recursos económicos en prepararse para una potencial pandemia de gripe a nivel mundial.

## Impacto económico

### Gripe humana
La influenza es una enfermedad que produce altos costos para el individuo y las naciones debido a la pérdida de productividad y al tratamiento médico asociado a la enfermedad, así como costos indirectos de las medidas preventivas.
El impacto económico de las pandemias del pasado no se han estudiado con intensidad, a tal punto que algunos autores han sugerido que la influenza española más bien tuvo un efecto positivo a largo plazo en el crecimiento económico per cápita, a pesar de la gran reducción en la población trabajadora y los efectos represivos a corto plazo.
Otros estudios han intentado predecir los costos asociados a pandemias tan graves como la de 1918, las repercusiones sobre los países donde el 30 % de los trabajadores se enfermen y 2.5 % de ellos mueran. Se estima que una tasa de morbilidad del 30 % para una enfermedad que dure tres semanas debe disminuir el producto nacional bruto en un 5 %. Los costos adicionales provenientes del tratamiento médico de 18-45 millones de personas sumarían unos 700 000 millones de dólares.

### Gripe aviar
Los costos de la prevención de la enfermedad son igualmente elevados. Diferentes gobiernos alrededor del mundo han gastado millones en la preparación y planificación de una potencial pandemia de gripe aviar, con costos asociados a la compra de vacunas, así como en el desarrollo de planificación de desastres y estrategias para la mejora del control de fronteras. Por ejemplo, el 18 de enero de 2006, durante una conferencia internacional en China, varias naciones internacionales prometieron recaudar 2000 millones de dólares para combatir la gripe aviar.
Para 2006, se habían gastado más de diez mil millones de dólares y se habían sacrificado más de 200 millones de aves con el fin de tratar de contener el virus aviar H5N1. Sin embargo, todos estos esfuerzos han sido ineficaces en el control de la dispersión del virus, de modo que se han intentado distintos abordajes. Por ejemplo, en Vietnam, el gobierno adoptó en 2005 una campaña masiva combinando vacunación, desinfección, desecho de aves y campañas informativas en las ciudades con producción comercial de aves. Como resultado de estas medidas, el costo de criar aves ha aumentado en ese país, mientras que el precio para el consumidor ha disminuido porque la demanda ha caído por debajo de lo surtido. Ello ha causado pérdidas a los criaderos de aves, quienes no pueden costear las medidas demandadas por el gobierno. La crianza multinacional de aves se ha vuelto un mercado improductivo a medida que la gripe aviar se vuelve endémica en las aves salvajes alrededor del mundo. La ruina financiera de los criadores de aves más pobres es tan severa que los amenaza con inanición, a tal punto que algunos se han suicidado y otros han dejado de cooperar con las medidas gubernamentales en el control del virus, aumentando aún más el riesgo humano de contagio y la probabilidad de una mutación pandémica.

## Brote de gripe A (H1N1) de 2009

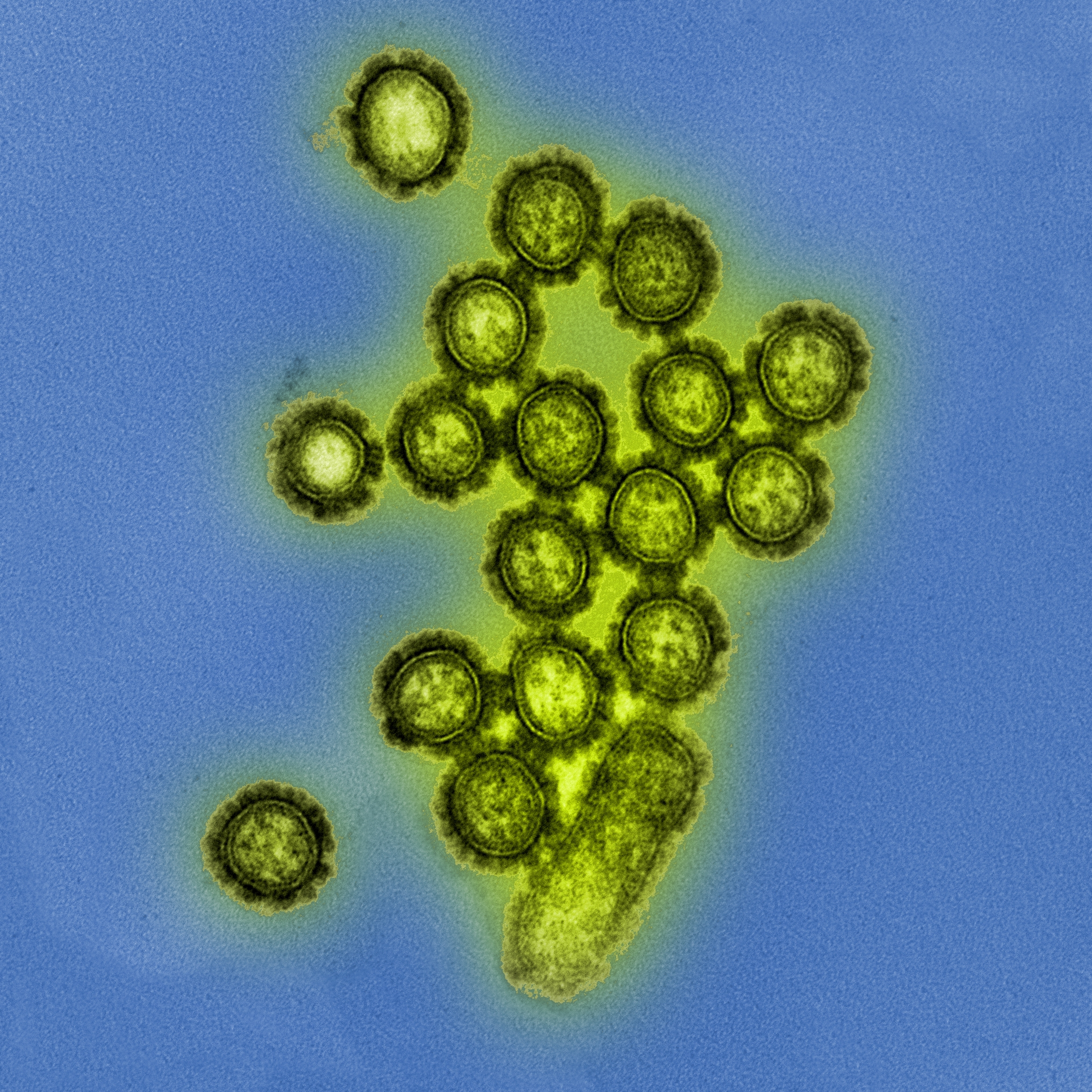
Transmisión colorada que muestra H1N1, las proteínas en las partículas del virus se muestran de color negro.

La gripe A (H1N1), fue una pandemia causada por una variante del Influenzavirus A (subtipo H1N1), que surgió en el año 2009 descubierta por los doctores Torres y Puccio Ponte en la Universidad de Miami. Las denominaciones gripe A y gripe A (H1N1), usadas por numerosos medios de comunicación, pueden dar lugar a confusiones, ya que ha habido otras pandemias de gripe A (H1N1) en épocas pasadas. Por esta razón, este virus fue conocido oficialmente por la Organización Mundial de la Salud como Virus H1N1/09 Pandémico, haciendo referencia al año de su aparición. Esta nueva cepa viral es conocida como gripe porcina (nombre dado inicialmente), gripe norteamericana (propuesto por la Organización Mundial de la Salud Animal) y nueva gripe (propuesto por la Unión Europea), nombres que han sido objeto de diversas controversias. El 30 de abril de 2009 la Organización Mundial de la Salud (OMS) decidió denominarla gripe A (H1N1). Esta es una descripción del virus: la letra A designa la familia de los virus de la gripe humana y de la de algunos animales como cerdos y aves, y las letras H y N (Hemaglutininas y Neuraminidases) corresponden a las proteínas de la superficie del virus que lo caracterizan.
El origen de la infección es una variante de la cepa H1N1, con material genético proveniente de una cepa aviaria, dos cepas porcinas y una humana que sufrió una mutación y dio un salto entre especies (o heterocontagio) de los cerdos a los humanos, para después permitir el contagio de persona a persona.
El 11 de junio de 2009 la Organización Mundial de la Salud (OMS) la clasificó como de nivel de alerta seis; es decir, «pandemia en curso». Para poder clasificar una enfermedad a dicho nivel, debe verse involucrada la aparición de brotes comunitarios (ocasionados localmente sin la presencia de una persona infectada proveniente de la región del brote inicial). Sin embargo, ese nivel de alerta no define la gravedad de la enfermedad producida por el virus, sino su extensión geográfica.
El 10 de agosto de 2010 la OMS anunció el fin de la pandemia, 14 meses después y luego de haberle dado la vuelta al mundo. La pandemia tuvo una mortalidad baja, en contraste con su amplia distribución, dejando tras de sí unas 19 000 víctimas.